# Grand Prix Formule 1 van Portugal
De Grand Prix van Portugal is een race uit de Formule 1-kalender die voor het eerst gehouden werd in Porto op het Circuito da Boavista in 1958. Ook in 1960 werd er een grand prix gehouden op het Boavista circuit en in 1959 werd er gereden op Monsanto Park in Lissabon. Na deze drie jaren verdween de grand prix van de Formule 1-kalender. De grand prix kwam opnieuw op de kalender in 1984, deze keer was de locatie de Autódromo do Estoril, waar de grand prix dertien jaar op rij gehouden werd tot hij na de laatste race in 1996 opnieuw van de kalender verdween. Drievoudig wereldkampioen Ayrton Senna won de race in 1985 in hevig regenweer. Het was de eerste overwinning uit zijn carrière.
Op 25 oktober 2020 keerde de Formule 1 terug in Portugal, op het Autódromo Internacional do Algarve bij Portimão.

## Winnaars van de Grands Prix
| Jaar        | Coureur                   | Constructeur              | Locatie                   | Verslag                   |
| ----------- | ------------------------- | ------------------------- | ------------------------- | ------------------------- |
| 2024 - 2022 | Grand Prix niet verreden. | Grand Prix niet verreden. | Grand Prix niet verreden. | Grand Prix niet verreden. |
| 2021        | Lewis Hamilton            | Mercedes                  | Portimão                  | Verslag                   |
| 2020        | Lewis Hamilton            | Mercedes                  | Portimão                  | Verslag                   |
| 2019 - 1997 | Grand Prix niet verreden. | Grand Prix niet verreden. | Grand Prix niet verreden. | Grand Prix niet verreden. |
| 1996        | Jacques Villeneuve        | Williams-Renault          | Estoril                   | Verslag                   |
| 1995        | David Coulthard           | Williams-Renault          | Estoril                   | Verslag                   |
| 1994        | Damon Hill                | Williams-Renault          | Estoril                   | Verslag                   |
| 1993        | Michael Schumacher        | Benetton-Ford             | Estoril                   | Verslag                   |
| 1992        | Nigel Mansell             | Williams-Renault          | Estoril                   | Verslag                   |
| 1991        | Riccardo Patrese          | Williams-Renault          | Estoril                   | Verslag                   |
| 1990        | Nigel Mansell             | Ferrari                   | Estoril                   | Verslag                   |
| 1989        | Gerhard Berger            | Ferrari                   | Estoril                   | Verslag                   |
| 1988        | Alain Prost               | McLaren-Honda             | Estoril                   | Verslag                   |
| 1987        | Alain Prost               | McLaren-TAG               | Estoril                   | Verslag                   |
| 1986        | Nigel Mansell             | Williams-Honda            | Estoril                   | Verslag                   |
| 1985        | Ayrton Senna              | Lotus-Renault             | Estoril                   | Verslag                   |
| 1984        | Alain Prost               | McLaren-TAG               | Estoril                   | Verslag                   |
| 1983 - 1961 | Grand Prix niet verreden. | Grand Prix niet verreden. | Grand Prix niet verreden. | Grand Prix niet verreden. |
| 1960        | Jack Brabham              | Cooper-Climax             | Boavista                  | Verslag                   |
| 1959        | Stirling Moss             | Cooper-Climax             | Monsanto                  | Verslag                   |
| 1958        | Stirling Moss             | Vanwall                   | Boavista                  | Verslag                   |

1958 · 1959 · 1960 · 1984 · 1985 · 1986 · 1987 · 1988 · 1989 · 1990 · 1991 · 1992 · 1993 · 1994 · 1995 · 1996 · 2020 · 2021